# کامپوزیت ساندویچ ساختار

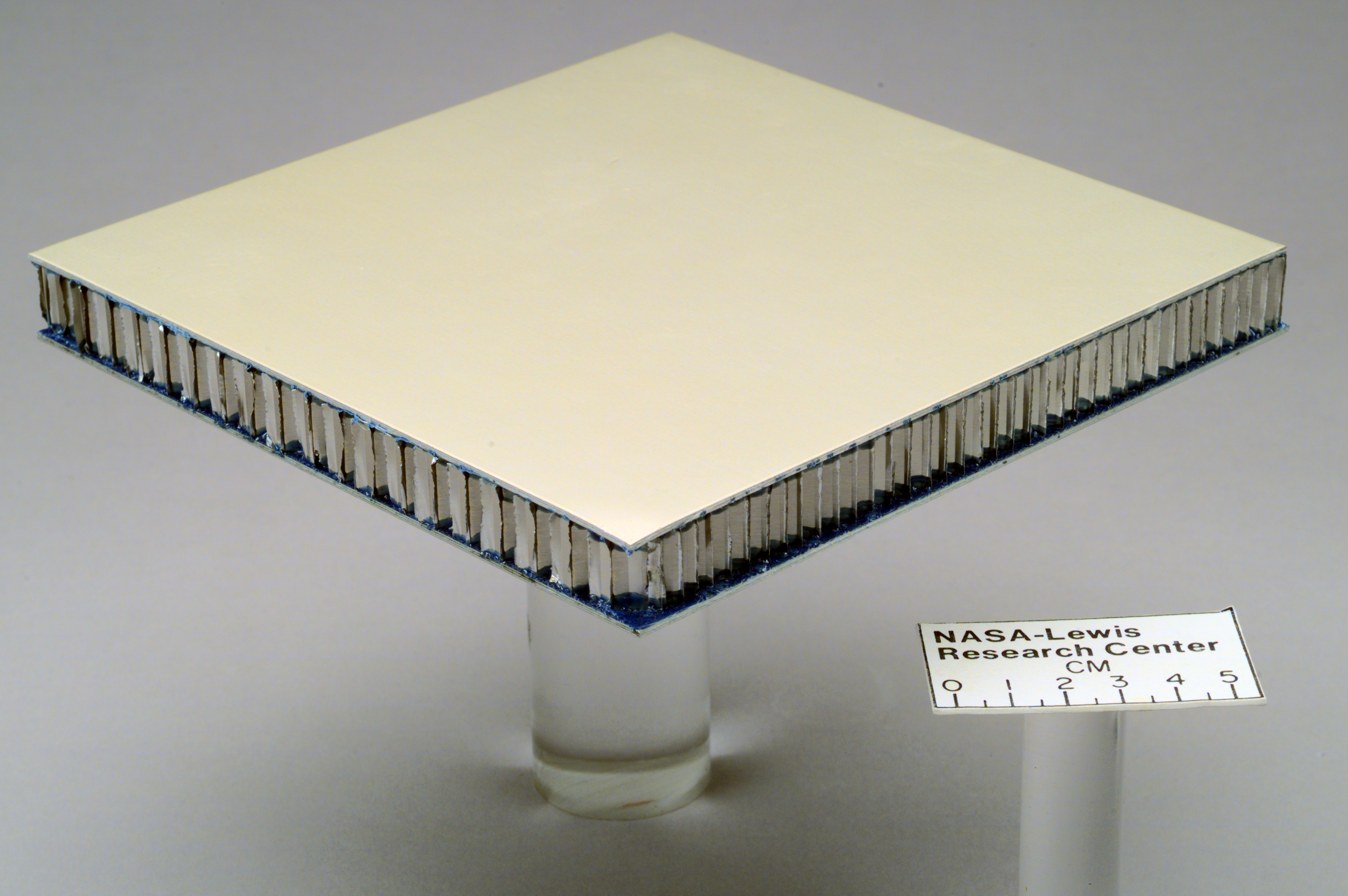
پانل کامپوزیت ساختار ساندویچی که برای آزمایش در ناسا مورد استفاده قرار می‌گیرد.

کامپوزیت ساندویچ ساختار دسته خاصی از مواد کامپوزیتی است که با اتصال دو پوسته نازک و البته سفت به یک هسته سبک و البته ضخیم ساخته می‌شود. مواد تشکیل دهنده هسته معمولاً مواد با استحکام پایین هستند، اما ضخامت بالاتر آنها باعث می‌شود، کامپوزیت ساندویچ ساختار، سختی خمشی بالا توأم با چگالی کم فراهم شود.
فوم‌های با ساختار سلولی باز و ساختار سلولی بسته مانند پلی اتر سولفون پلی وینیل کلراید، پلی اورتان، فوم‌های پلی اتیلن یا پلی استایرن، چوب بالسا، فوم‌های نحوی و لانه زنبوری معمولاً به عنوان مواد هسته مورد استفاده قرار می گیرند. گاهی ساختار لانه زنبوری با فوم‌های دیگر پر می‌شوند تا استحکام را افزایش دهند. فوم فلزی سلول باز و بسته نیز می‌تواند به عنوان مواد هسته استفاده شوند.
ورقه‌های شیشه ای یا ترموپلاستیک های تقویت‌شده به وسیله فیبر کربن یا به طور عمده پلیمرهای ترموست (پلی‌استرهای اشباع نشده و اپوکسی‌) به‌طور گسترده به عنوان ماده سازنده لایه بیرونی (پوسته) مورد استفاده قرار می‌گیرند. از ورق‌های فلزی نیز در برخی موارد به عنوان ماده لایه بیرونی (پوسته) مورد استفاده قرار می‌گیرد.
هسته کامپوزیت به وسیله یک چسب یا اجزای فلزی با عمل لحیم کاری به لایه بیرونی یا همان پوسته متصل می‌شود.

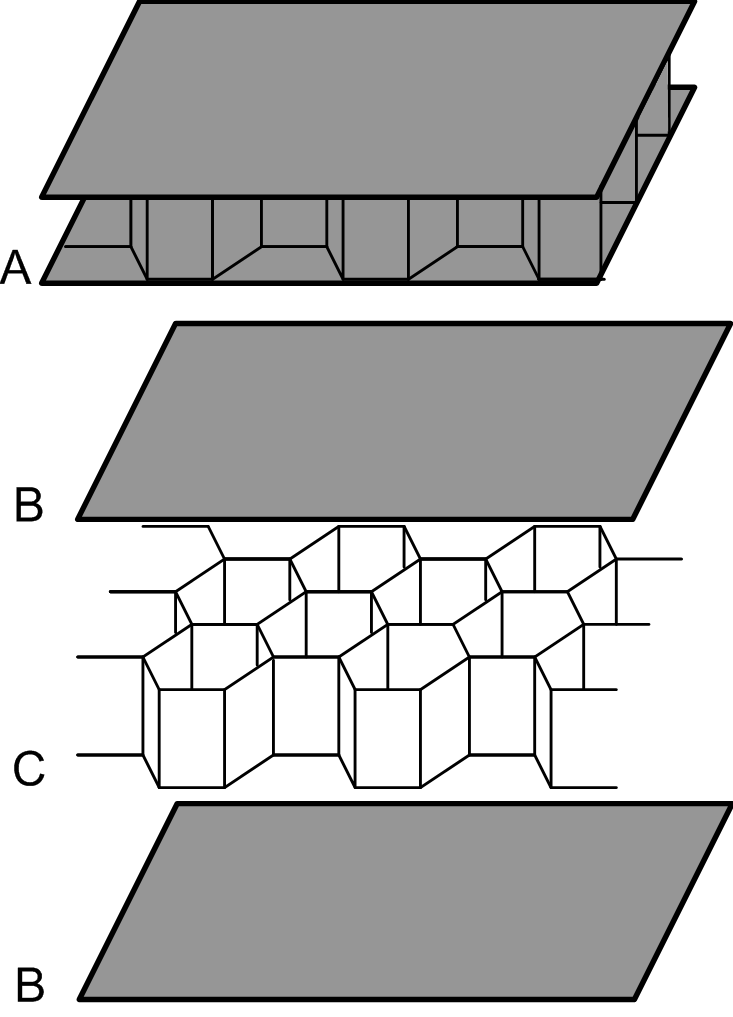
نمودار یک کامپوزیت ساندویچی مونتاژ شده (A)، و وجوه یا پوسته‌های تشکیل دهنده آن (B) و هسته لانه زنبوری (C) (به‌طور متناوب: هسته فوم)

## تاریخچه
چکیده‌ای از توسعه‌های مهم در ساختارهای ساندویچی در زیر آمده‌است.
- ۲۳۰ سال قبل از میلاد مسیح ارشمیدس قوانین اهرم‌ها و روشی برای محاسبه چگالی تشریح کرد.
- ۲۵ قبل از میلاد ویتروویوس در مورد استفاده کارآمد از مصالح در سازه‌های سقف خرپایی را گزارش می‌دهد.
- ۱۴۹۳ لئوناردو داوینچی محور خنثی و رابطه انحراف بار را در خمش سه نقطه ای کشف کرد.
- ۱۵۷۰ پالادیو سازه‌های تیر خرپایی را با تیرهای مورب برای جلوگیری از تغییر شکل برشی ارائه می‌کند.
- ۱۶۳۸ Galileo Galilei کارایی لوله‌ها در مقابل میله‌های جامد را توصیف می‌کند.
- 1652 Wendelin Schildknecht در مورد سازه‌های تیر ساندویچی با آرماتورهای تیر چوبی منحنی گزارش می‌دهد.
- ۱۷۲۶ Jacob Leupold پل‌های لوله ای با سقف‌های فشاری را مستند می‌کند.
- ۱۷۸۶ ویکتور لوئیس از تیرهای ساندویچ آهنی در گالری‌های کاخ رویال در پاریس استفاده کرد.
- ۱۸۰۲ ژان باپتیست روندلت اثر ساندویچ را در یک پرتو با فاصله‌دهنده تجزیه و تحلیل و مستند می‌کند.
- ۱۸۲۰ آلفونس دولو ممان اینرسی را برای ساخت و سازهای ساندویچی کشف و منتشر کرد.
- ۱۸۳۰ رابرت استفنسون لوکوموتیو Planet را با استفاده از یک قاب تیر ساندویچی ساخته شده از چوب روکش شده با آهن ساخت.
- 1914 R. Höfler و S. Renyi اولین استفاده از سازه‌های لانه زنبوری را برای کاربردهای ساختاری ثبت کردند.
- ۱۹۱۵ Hugo Junkers اولین هسته‌های لانه زنبوری را برای کاربرد هواپیما به ثبت رساند.
- 1934 Edward G. Budd ساندویچ پانل لانه زنبوری فولادی جوش داده شده از ورق‌های فلزی راه راه را به ثبت رساند.
- ۱۹۳۷ کلود دورنیه یک ساندویچ پانل لانه زنبوری را با پوسته‌های فشرده شده در حالت پلاستیکی در دیواره‌های سلولی هسته ثبت اختراع کرد.
- ۱۹۳۸ نورمن دی بروین، چسبندگی ساختاری ساختارهای ساندویچی لانه زنبوری را به ثبت رساند.
- ۱۹۴۰ پشه د هاویلند با کامپوزیت‌های ساندویچی ساخته شد. یک هسته بالساود با پوسته‌های تخته سه لا.[۲]

## انواع ساختارهای ساندویچی
مواد کامپوزیت فلزی (MCM) نوعی سازه ساندویچی است که از دو پوسته نازک فلزی و یک هسته پلاستیکی تشکیل شده‌است. این دو پوسته طی یک فرایند پیوسته تحت فشار، گرما و کشش کنترل شده قرار می‌گیرند و به هسته پلاستیکی متصل می‌شوند. .
کاغذ بازیافتی نیز در حال حاضر بر روی هسته لانه زنبوری کرافت بازیافتی سلول بسته استفاده می‌شود و یک تخته کامپوزیتی کم وزن، مستحکم و قابل خمیر شدن ایجاد می‌کند. این ماده برای کاربردهایی از جمله دیوارها، مبلمان اداری قابل بازیافت، غرفه‌های نمایشگاهی و جداکننده‌های دیواری مورد استفاده قرار می‌گیرد.
برای فیکس کردن پانل‌های مختلف، از میان تمام راه حل‌ها، معمولاً از یک منطقه انتقال استفاده می‌شود که ارتفاع هسته به تدریج کاهش می‌یابد تا زمانی که دو پوسته فیبر در تماس باشند. سپس با استفاده از پیچ و مهره، پرچ یا چسب، تثبیت صورت می‌گیرد.
پشتیبانی همگن، پشتیبانی محلی، پشتیبانی منطقه ای، پشتیبانی یک طرفه و پشتیبانی دو طرفه. گروه آخری با ساختار لانه زنبوری نشان داده می‌شود که به دلیل نرخ عملکرد به وزن بهینه، معمولاً در بیشتر برنامه‌های کاربردی از جمله هوافضا استفاده مورد استفاده قرار می‌گیرد.

## خواص ساختارهای‌های ساندویچی
استحکام مواد کامپوزیتی عمدتاً به دو عامل بستگی دارد:
1. پوسته‌های بیرونی: اگر ساندویچ از دو طرف ساپورت شود و سپس توسط نیروی رو به پایین در وسط تیر تحت فشار قرار گیرد، گشتاور (ممان) خمشی، نیروهای برشی را وارد ماده می‌کند. نیروهای برشی منجر به کشش در پوسته پایین و فشار در پوسته بالا می‌شود. هسته این دو پوسته را از هم جدا می‌کند. هر چه مواد هسته ضخیم‌تر باشد کامپوزیت قوی تر می‌شود. این اصل تقریباً به همان شیوه ای عمل می‌کند که یک تیر I شکل عمل می‌کند. .
2. رابط بین هسته و پوسته: از آنجا که تنش‌های برشی در مواد کامپوزیت به سرعت بین هسته و پوست تغییر می‌کند، لایه چسب نیز درجاتی از نیروی برشی را متحمل می‌شود. اگر چسبندگی بین دو لایه خیلی ضعیف باشد، محتمل‌ترین نتیجه لایه لایه شدن کامپوزیت ساندویچ پانل خواهد بود.

## کاربرد سازه‌های ساندویچی

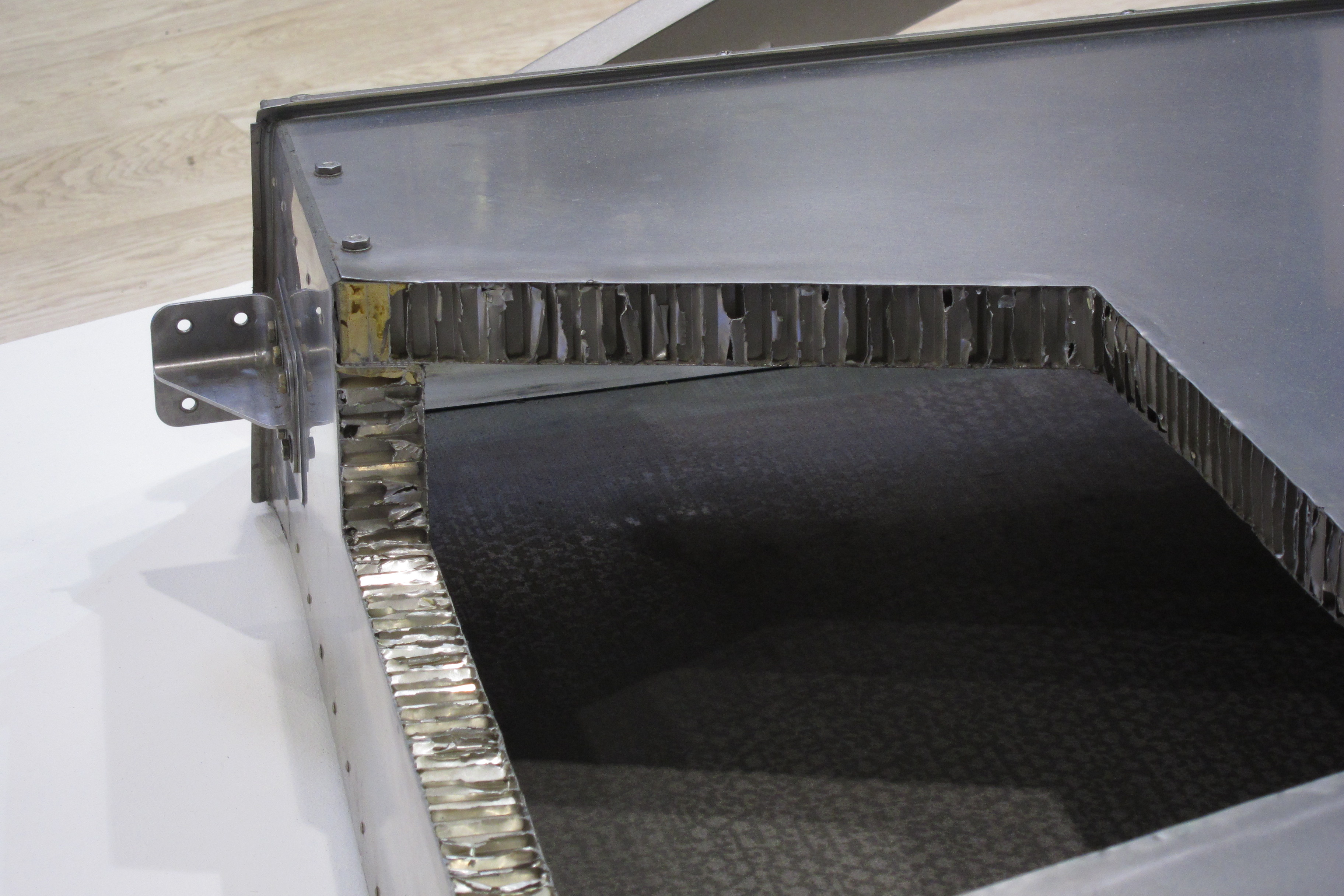
ساختار لانه زنبوری مرکب یک نازل هلیکوپتر

ساختارهای ساندویچی را می‌توان به‌طور وسیع در پانل‌های ساندویچی به کار برد، این نوع پانل‌ها می‌توانند در انواع مختلفی مانند ساندویچ پانل FRP، پانل کامپوزیت آلومینیومی و غیره باشند.
پانل لانه زنبوری کامپوزیت تقویت شده با پلی استر FRP (پانل ساندویچی) می‌باشد که از پلاستیک تقویت شده با پلی استر، الیاف شیشه ای چند محوره با مقاومت بالا و پانل لانه زنبوری PP در قالب آج ضد لغزش ساخته شده‌است. ساخت آن با فرایند جذب خلاء در دمای ثابت و آگلوتیناسیون و انجماد امکان‌پذیر می‌باشد.
این مواد به دلیل ویژگی های منحصر به فردی که دارند مانند(سبک بودن مقاومت بالا در برابر خوردگی عایق حرارتی و صوتی و نصب آسان) در صنایع مختلف استفاده میشوند.برخی از این کاربردها شامل:
1. ساخت نمای ساختمان و پوشش سازه های در حال ساخت و ساز
2. ساخت و سقف ها و دیوار های پیش ساخته
3. در ساخت و ساز کانکس ها و ساختمان های موقتی مورد استفاده قرار میگیرند.
4. از آنجایی که عایق دما و حرارت میباشند میتوان در ساخت سردخانه ها و اتاق های کنترل دما استفاده کرد
5. از جمله کاربردهای اشباع شده ورق های ساندویچی؛ ساخت تابلوهای تبلیغاتی میباشد.
6. همچنین میتوان از ورق ها ساندویچی در تولید جعبه ها و بسته بندی ها استفاده کرد.

## نظریه
نظریه ساندویچ رفتار یک تیر، صفحه یا پوسته را تشریح می‌کند که از سه لایه - دو صفحه و یک هسته - تشکیل شده‌است. رایج‌ترین استفاده از نظریه ساندویچ توسعه نظریه تیر مرتبه اول است. نظریه کمانی شدن محلی ساندویچ برای طراحی و تجزیه و تحلیل صفحات ساندویچ یا پانل ساندویچی که در ساخت و ساز ساختمان، ساخت وسایل نقلیه، ساخت هواپیما و مهندسی تبرید کاربرد دارند، دارای اهمیت می‌باشد.